# Tormenta tropical Franklin (2005)
La tormenta tropical Franklin fue una fuerte tormenta tropical sobre el Océano Atlántico occidental durante julio de la temporada de huracanes del Atlántico de 2005. Fue la sexta tormenta nombrada de la temporada, también la sexta tormenta nombrada más temprana del Océano Atlántico, luego fue superado por la tormenta tropical Fay en 2020 y se acercó dos veces a la fuerza del huracán. La tormenta se formó sobre las Bahamas el 21 de julio y luego se movió hacia el norte de manera errática, acercándose a Bermudas el 26 de julio. Franklin finalmente se convirtió en extratropical cerca de Terranova el 30 de julio, antes de ser absorbido por un sistema más grande. El Centro Nacional de Huracanes tuvo dificultades para predecir la tormenta tropical Franklin principalmente debido a las dificultades para predecir los efectos de la cizalladura del viento. Solo hubo efectos menores en la tierra de la tormenta tropical Franklin y no se causaron daños. El nombre Franklin se usó por primera vez debido al huracán Floyd, que se retiró en la temporada de 1999.

## Historia meteorológica

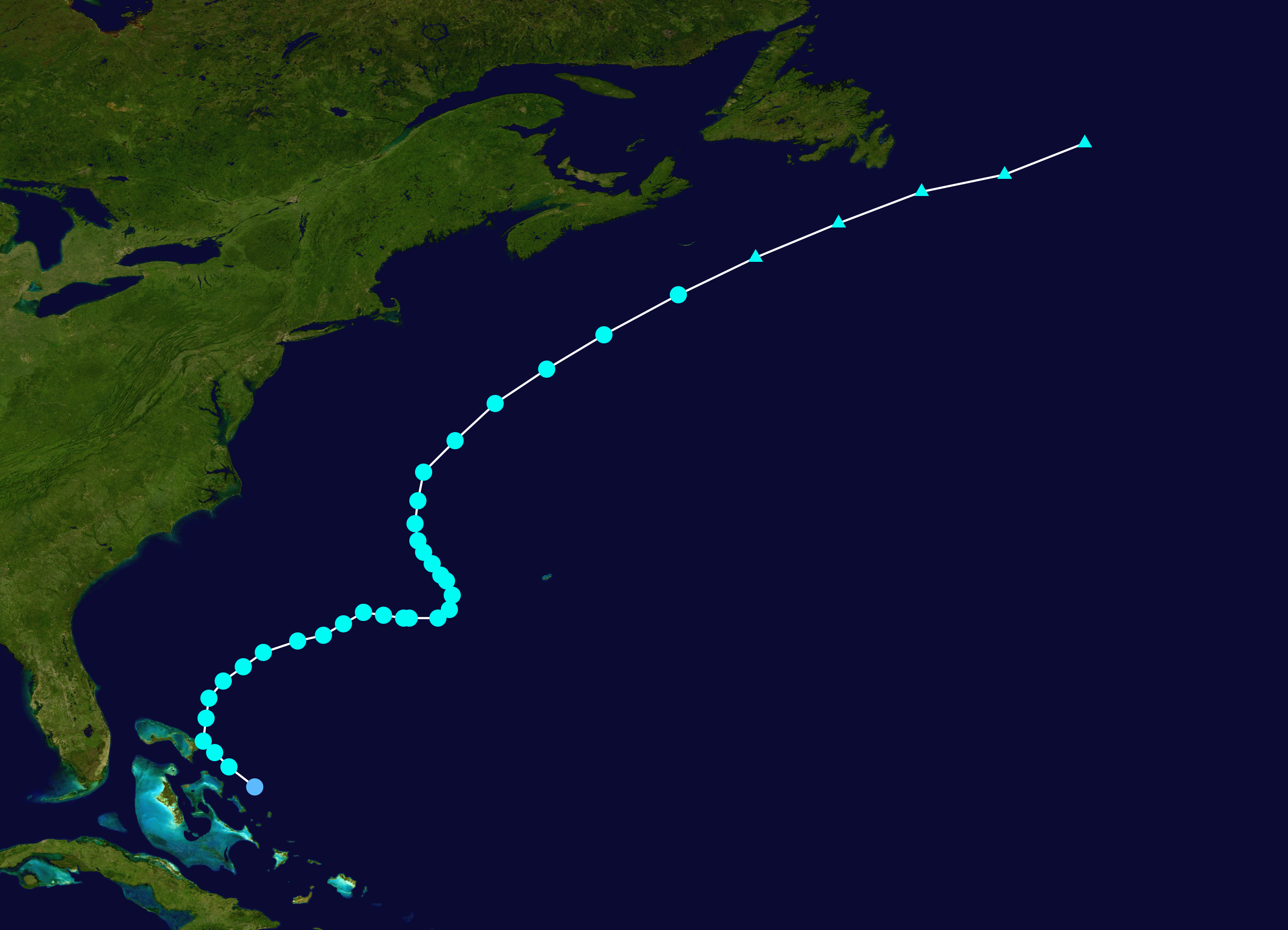
Mapa que traza la trayectoria y la intensidad de la tormenta, de acuerdo con la escala de huracanes de Saffir-Simpson

Una ola tropical surgió de la costa africana a fines del 10 de julio. La ola ingresó a las Bahamas el 21 de julio y se organizó en la depresión tropical Seis mientras se encontraba a 110 kilómetros al este de Eleuthera. Inicialmente, se pronosticó que la tormenta ejecutaría un bucle en el sentido de las agujas del reloj y se desplazaría hacia el oeste en respuesta a un sistema de alta presión. Varios modelos indicaron la posibilidad de que la tormenta se desplace hacia el oeste hacia el centro de Florida. Poco después de que se formó la depresión, se fortaleció en la tormenta tropical Franklin.
La tormenta tropical Franklin sufrió altos niveles de cizalladura del viento asociados con el desarrollo de la tormenta tropical Gert, lo que llevó a los pronosticadores del Centro Nacional de Huracanes a decir que Franklin podría ser destrozado en los próximos días. Sin embargo, la cizalla disminuyó cuando Franklin se movió hacia el noreste permitiendo que la tormenta se fortaleciera. Los pronosticadores declararon que Franklin podría "alcanzar y mantener la fuerza de los huracanes" y acercarse a las Bermudas. Poco después, el 23 de julio, la tormenta tropical Franklin alcanzó su fuerza máxima con vientos de 70 mph (110 km/h).
Franklin se movió erráticamente hacia el este, debilitándose a medida que la cizalla aumentaba nuevamente. El Centro Nacional de Huracanes (NHC) predijo que se disiparía, pero la tendencia al debilitamiento se detuvo el 25 de julio con Franklin una tormenta tropical mínima. La tormenta pasó a 200 millas (325 km) al oeste de Bermudas el 26 de julio y avanzó lentamente hacia el norte en las aguas más cálidas de la Corriente del Golfo. La cizalladura también se redujo una vez más, lo que permitió que Franklin se fortaleciera un poco, con vientos que alcanzaron las 60 mph (95 km/h) el 28 de julio. Franklin comenzó a acelerar hacia el noreste, convirtiéndose en extratropical el 30 de julio al sur de Terranova. La tormenta extratropical pasó justo al sur de la península de Avalon más tarde ese día y fue absorbida por un sistema más grande el 31 de julio.

## Impacto
Mientras se formaba la tormenta tropical Franklin, se emitió una advertencia de tormenta tropical para el noroeste de Bahamas, pero se canceló cuando Franklin se movió hacia el norte y lejos de las islas. Se emitió una alerta de tormenta tropical para Bermudas el 25 de julio, pero se canceló un día después cuando Franklin se alejó.
La tormenta tropical Franklin se desarrolló muy cerca de la tierra en las Bahamas y pasó cerca de las Bermudas, pero no hubo informes de vientos con fuerza de tormenta tropical por tierra, con la ráfaga más fuerte registrada en las Bermudas a 37 mph (60 km/h). Después de que Franklin se volvió extratropical, rozó el sureste de Terranova, trayendo alrededor de 1 pulgada (25 mm) de lluvia al área. No hubo daños ni muertes como resultado de la tormenta tropical Franklin.